# Neslanovac
Neslanovac – dzielnica Splitu, drugiego co do wielkości miasta Chorwacji. Zlokalizowana jest w północno-wschodniej części miasta, ma 3 672 mieszkańców i 0,97 km² powierzchni.
Obszar dzielnicy Neslanovac ograniczają:
- od północy – ulica Solinska,
- od wschodu – ulica Zbora Narodne Garde (wschodnia obwodnica Splitu),
- od południa – ulica Domovinskog Rata,
- od zachodu – ulica Sarajevska.

Dzielnice sąsiadujące z Neslanovac:
- od północy – Brda (oraz na niewielkim odcinku miasto Solin),
- od wschodu – Mejaši,
- od południa – Pujanke,
- od zachodu – Ravne Njive i Brda.